# 켄 해럴슨
케네스 스미스 해럴슨(영어: Kenneth Smith Harrelson, 1941년 9월 4일~)은 "호크"(영어: Hawk)라는 별명으로 얄려진 미국의 프로 야구 선수이자 스포츠 해설가이다. 1963년부터 1971년까지 메이저 리그 베이스볼(MLB)의 캔자스시티 애슬레틱스, 워싱턴 세너터스, 보스턴 레드삭스, 클리블랜드 인디언스에서 1루수, 우익수로 뛰었다. 선수로서 은퇴한 뒤에는 33년간 시카고 화이트삭스 경기 해설자를 맡았다. 2019년 12월에 포드 C. 프릭 상을 수상했다.